# Chiesa di San Sebastiano in Chiesuola
La chiesa di San Sebastiano in Chiesuola è una chiesa appartenente al comune di Russi, nella frazione di Chiesuola e facente parte della diocesi di Forlì-Bertinoro. Si trova lungo l'argine del fiume Montone.

## Storia
La zona nel Seicento viene definita nelle carte Passo delli Orioli, in riferimento a una famiglia della zona, gli Orioli, e forse a un passaggio fra le sponde del fiume, se non un ponte, magari un traghetto. La prima vicenda significativa si fa risalire alle vicende di due beate, Margherita Molli e Gentile Giusti Orioli, vissute fra il XV e XVI secolo. Delle due beate, nobildonne dedite a opere di carità, viene detto che si recavano a pregare presso la cella di san Sebastiano, evidentemente un piccolo luogo di culto che era sotto la giurisdizione degli Orioli. Nei confronti delle due beate, fondatrici di una "Compagnia dei Preti del Buon Gesù", si crea una certa devozione popolare che porta alla realizzazione di alcune opere figurative in loro onore in particolare risalenti al Sei-Settecento. 
Nella località Chiesuola dovevano esistere due terrecotte ceramicate, una copia dell'altra, conservate nella chiesa fino alla Seconda Guerra Mondiale, poi la prima andata dispersa, la seconda confluita nelle Raccolte Piancastelli a Forlì. La targa originale, datata 15 aprile 1629, portata a Forlì o a Faenza e lì perduta, raffigurava le due beate con San Sebastiano e la Madonna del Fuoco di Forlì.
Nel 1564 il Vescovo di Forlì, Antonio Giannotti, compie visita pastorale nella zona, partendo da Barisano, passando dalla scomparsa chiesa di San Marco presso la torre Albicini a San Pietro in Trento e giungendo nella zona di Chiesuola (per poi proseguire verso Pezzolo). Il Vescovo trova l'oratorio in stato di abbandono, in particolare con il tetto molto compromesso e invita gli abitanti a provvedere alle riparazioni. Nel 1567 il vescovo compie seconda visita pastorale e così nel 1570, quando constata che nell'oratorio non si celebra più messa perché i dintorni sono spopolati.
Nel Seicento l'oratorio ricompare come proprietà di Marco Antonio Orioli, che ne conserva la giurisdizione. Essa è officiata da don Antonio Orioli che ha obbligo di recarsi anche in una vicina chiesa di Santa Emerenziana, di cui resta solo un vago ricordo nella denominazione di una strada. Fra Seicento e Settecento continuano le visite pastorali, ma la giurisdizione passa prima a un ramo degli Orioli di Faenza (si era estinto quello di Russi) e poi alla famiglia Fabbroni di Marradi. Tuttavia è difficile per gli amministratori gestire un servizio festivo così da lontano, e pertanto si affidano di volta in volta ad alcuni preti locali.
Nell'Ottocento si verificano due fatti importanti. In primis si ha un aumento della popolazione causa il sorgere di un nuovo nucleo abitato. Inoltre la signora Ersilia Frabboni (o Ravaglia) di Marradi cede la gestione dell'oratorio alla Curia Vescovile di Forlì nelle persone di Vincenzo Scozzoli vescovo di Rimini, don Pellegrino Saccomandi e don Pellegrino Marchesi, mantenendone però una sorta di controllo fino al 1907 quando la chiesa passa ufficialmente nella proprietà dell'arciprete di San Pancrazio.
L'antico oratorio, presente fino alla fine dell'Ottocento, viene descritto come molto semplice, di forma rettangolare, con facciata rivolta a sud e dunque era orientato parallelamente al corso del fiume Montone. Aveva un piccolo campanile con una sola campana che emergeva dal tetto sopra il presbiterio e sul fianco sinistro presentava la canonica. Davanti aveva un piccolo spazzo e un sentiero che conduceva al fiume. Nell'interno erano presenti tre piccoli altari uno dedicato a San Sebastiano (con una statua lignea), uno alla Beata Vergine della Misericordia (con l'immagine in tela e ancona di legno dorato) e uno a Santa Emerenziana di cui era presente un quadro recuperato dall'antica chiesa dedicata alla santa. 

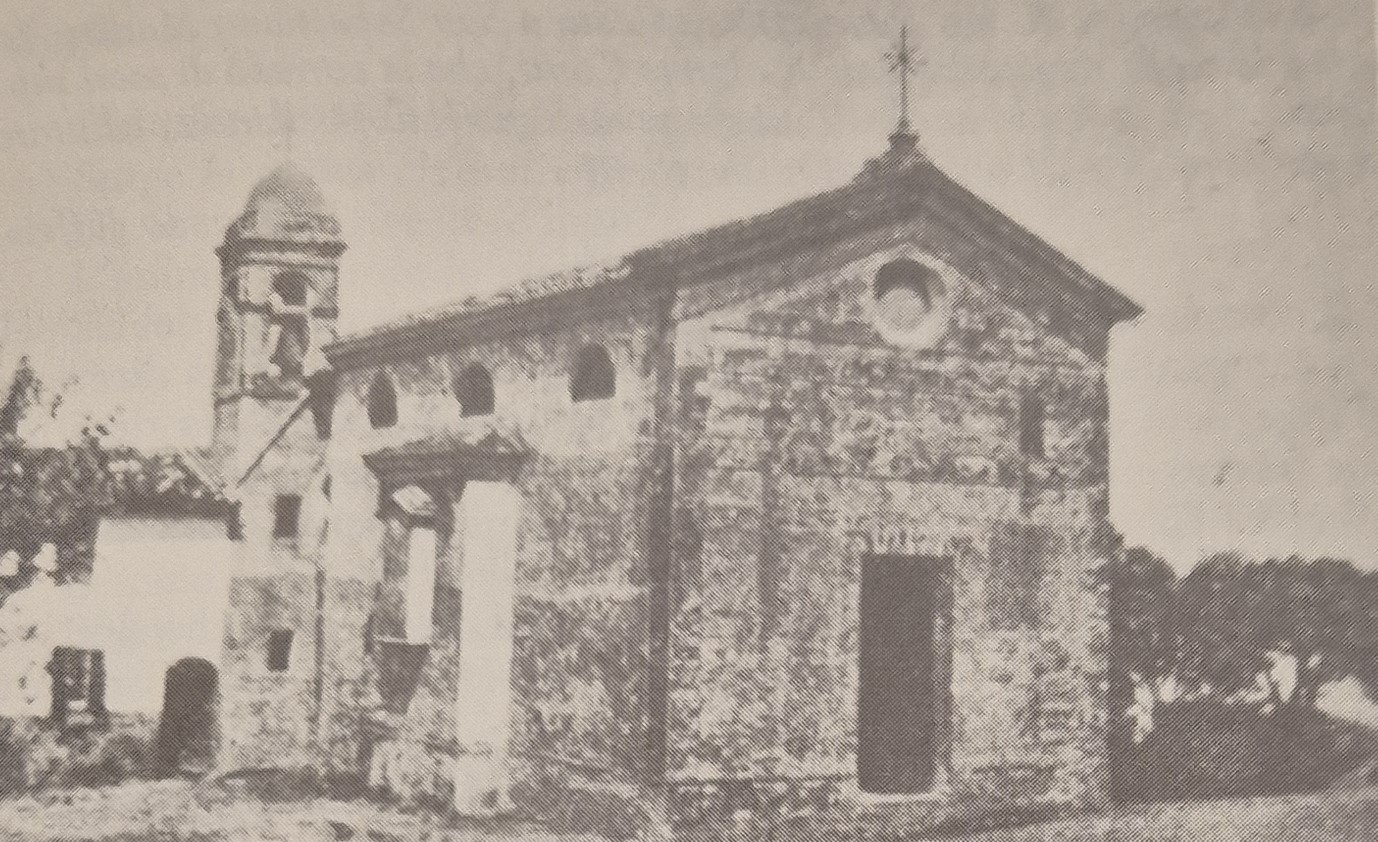
La chiesa come appariva prima della Seconda Guerra Mondiale

Alla fine del secolo la zona conta circa trecento abitanti e il piccolo oratorio risulta insufficiente anche perché in cattivo stato di conservazione. Nel 1885 subentra alla gestione della chiesa don Angelo Turchetti, nativo della zona e interessato a rimettere a nuovo il luogo di culto. Con l'aiuto dell'arciprete di San Pancrazio, don Ferdinando Conti vengono avviati i lavori che portano all'edificazione della nuova chiesa. Il progetto vede impegnati da due capomastri locali, Napoleone Raggi e Giuseppe Poggiali, con la manodopera prestata gratuitamente dagli abitanti. Nell'interno si contano ancora tre altari, come nell'oratorio originale, ma i secondari sono dedicati al Sacro Cuore e alla Vergine Maria. A sinistra era presente un campanile che faceva parte del complesso della canonica. Aveva tre campane.
La guerra, con il bombardamento del 1944, porta alcuni danni alla chiesa (in particolare è abbattuto il campanile) e dunque essa viene ristrutturata per opera di don Giovanni Cani. Si comincia nell'anno 1947, quando viene messo in atto il decreto del 1943 che istituiva nuova parrocchia (staccandola da San Pancrazio) e don Giovanni Cani diviene il primo parroco. I lavori partono con molto apporto della popolazione e con i materiali reperibili. Nel 1948 risultano ricostruite le parti mancanti e rimesso a nuovo l'interno con tre altari, il principale sempre dedicato a San Sebastiano, gli altri dedicati all'Immacolata Concezione e al Sacro Cuore. Il quadro con la Madonna della Misericordia viene spostato a destra del presbiterio, in una sala laterale. Nel 1949 con progetto dell'ingegner Guido Monardi di Ravenna viene ricostruito il campanile, poi inaugurato nel 1950, su cui viene affissa una lapide a ricordo dei morti in guerra. Esso è dotato di tre campane fuse dalla ditta veneta di Paciano Calderini e figli.

## Descrizione
La chiesa si presenta in forme neoromaniche dalla semplice facciata a capanna con mattoni a faccia vista. Su tutta la superficie una delicata decorazione lievemente sporgente disegna una struttura a rettangoli. Il portale non ha decorazioni e presenta una profilatura in mattoni disposti a cornice. In alto, al posto del rosone, si trova un monogramma cristologico. 
La struttura ha cambiato orientamento e ora è rivolta verso il fiume. Nella zona presbiteriale si identificano alcuni resti del più antico oratorio. 
Dal corpo della chiesa sporgono due strutture intonacate che corrispondono agli altari laterali. 
Sulla destra, leggermente spostato, si trova il campanile ricostruito nel 1949.